# 1451

## Esdeveniments
Països Catalans
Resta del món
- S'inventen les ulleres per corregir la miopia.

## Naixements
Països Catalans
Resta del món
- Cristòfor Colom.[1]
- Isabel de Castella el 22 d'abril.

## Necrològiques
Països Catalans
Resta del món